# John H. Kerr

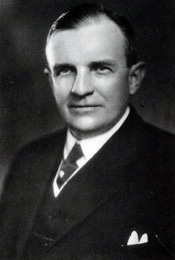
John H. Kerr

John Hosea Kerr (* 31. Dezember 1873 in Yanceyville, Caswell County, North Carolina; † 21. Juni 1958 in Warrenton, North Carolina) war ein US-amerikanischer Politiker. Zwischen 1923 und 1953 vertrat er den Bundesstaat North Carolina im US-Repräsentantenhaus.

## Werdegang
John H. Kerr war ein Großneffe des Kongressabgeordneten John Kerr (1782–1842) aus Virginia. Der jüngere Kerr besuchte die öffentlichen Schulen seiner Heimat und danach die Bingham’s Military School in North Carolina sowie bis 1895 das Wake Forest College. Nach einem Jurastudium und seiner 1895 erfolgten Zulassung als Rechtsanwalt begann er in Warrenton in diesem Beruf zu arbeiten. In den Jahren 1897 und 1898 war Kerr Bürgermeister in Warrenton. Zwischen 1906 und 1916 fungierte er als Staatsanwalt im dritten Gerichtsbezirk von North Carolina. Danach war er zwischen 1916 und 1923 Richter am Superior Court. Kerr war auch Kurator der University of North Carolina.
Politisch war er Mitglied der Demokratischen Partei. In den Jahren 1932 und 1940 nahm er als Delegierter an den Democratic National Conventions teil, auf denen jeweils Franklin D. Roosevelt als Präsidentschaftskandidat nominiert wurde. Im Jahr 1941 leitete er die US-Delegation bei einer kontinentalamerikanischen Konferenz in Mexiko-Stadt.
Nach dem Tod des Abgeordneten Claude Kitchin wurde Kerr bei der fälligen Nachwahl für den zweiten Sitz von North Carolina als dessen Nachfolger in das US-Repräsentantenhaus in Washington, D.C. gewählt, wo er am 6. November 1923 sein neues Mandat antrat. Nach 14 Wiederwahlen konnte er bis zum 3. Januar 1953 im Kongress verbleiben. In den 1930er Jahren wurden dort die meisten der New-Deal-Gesetze der Bundesregierung verabschiedet. Seit 1941 wurde auch die Arbeit des Kongresses von den Ereignissen des Zweiten Weltkrieges bestimmt. Nach dem Ende dieses Krieges begann der Kalte Krieg. Während Kerrs Zeit im US-Repräsentantenhaus wurden der 20., der 21. und der 22. Verfassungszusatz ratifiziert. Von 1931 bis 1939 war Kerr Vorsitzender eines Wahlausschusses (Committee on Elections No. 3).
Im Jahr 1952 wurde er von seiner Partei nicht mehr zur Wiederwahl nominiert. Nach seinem Ausscheiden aus dem US-Repräsentantenhaus zog er sich aus der Politik zurück. John Kerr starb am 21. Juni 1958 in Warrenton. Sowohl sein Sohn als auch sein Enkel – beide trugen ebenfalls den Namen John H. Kerr – wurden Abgeordnete im Repräsentantenhaus von North Carolina.
Zu Ehren des Abgeordneten trägt ein großer Stausee am Roanoke River in Virginia und North Carolina offiziell den Namen John H. Kerr Reservoir.